# Елевферий (Воронцов)
Митрополит Елевферий (в миру Вениамин Александрович Воронцов; 30 октября 1892, Ромашково, Московский уезд, Московская губерния — 27 марта 1959, Ленинград) — епископ Русской православной церкви, митрополит Ленинградский и Ладожский (1955—1959). Первый предстоятель автокефальной Православной церкви в Чехословакии, митрополит Пражский и Чешский (1951—1955).

## Биография
Родился в 1892 году в семье протоиерея Александра Михайловича Воронцова, настоятеля Никольского храма села Ромашкова (ныне Одинцовского района Московской области).
Окончил сельскую школу, затем Заиконоспасское духовное училище в Москве. В 1912 году окончил Московскую духовную семинарию, поступил в Московскую духовную академию.
Летом 1915 года, по окончании 3-го курса академии, сочетался браком с Марией Милославиной (1896—1938).
8 сентября того же года во время обучения в Московской духовной академии рукоположен во диакона епископом Волоколамским Феодором (Поздеевским), а 21 ноября им же — во иерея.
В 1916 году окончил Московскую духовную Академию по первому разряду.
С 1 сентября 1916 года — настоятель Введенского храма Мариинского женского училища Дамского попечительства о бедных в Москве и законоучитель того же училища. 1 ноября перемещён на должность 2-го священника в Покровский храм Марфо-Мариинской московской женской обители на Большой Ордынке.
27 марта 1923 года был арестован по обвинению в «использовании религиозных предрассудков масс с целью возбуждения к сопротивлению власти», содержался в Бутырской тюрьме. 16 июня Коллегия ГПУ приняла решение о прекращении следствия за отсутствием состава преступления. Освобождён 24 августа.
В феврале 1927 года, в связи с закрытием храмов Марфо-Мариинской обители, перешёл на служение в Храм святителя Николая в Пыжах (на улице Большая Ордынка) с возведением в сан протоиерея.
Арестован в ночь с 28 на 29 октября 1929 года по обвинению в «контрреволюционной деятельности», помещён в Бутырскую тюрьму.
В 1930—1931 годах находился в Пересылочном пункте в Архангельске. Там он повстречал ссыльного Серафима Голубцова (1908—1981), знакомого по Сергиеву Посаду (будущего зятя). В 1939 году Серафим Голубцов обвенчался с Анной Вениаминовной Воронцовой. Был отправлен в Шенкурск вверх по течению Северной Двины, а далее — по левому притоку реки Ваги.
7 января 1931 года переведён на лесоповал в 60 км от Шенкурска.
В 1934 году выехал из Шенкурска. Из-за невозможности прописаться и устроиться на работу в Загорске переехал в Киржач к Серафиму Голубцову, вошедшему в Катакомбную церковь.
Направлен священником в село Филипповское Киржачского района, служил в селе Волохово (под Струнином) и в открывшейся церкви Святителя Николая в Киржаче.
В июле 1938 года овдовел.
В 1938—1940 годах служил в Иванове. В связи с отделением от Московского патриархата епископа Ивановского Алексия (Сергеева) пребывал в запрещении от Московской патриархии. После принесения епископом Алексием покаяния был принят в церковное общение патриаршим местоблюстителем митрополитом Сергием (Страгородским). К тому времени находился за штатом из-за закрытия храма.
В июле 1943 года был вызван митрополитом Сергием в Москву, где получил предложение об архипастырском служении. 5 августа определён епископом в Ростов-на-Дону (освобождён от оккупации 14 февраля 1943 года), «с тем, чтобы пострижение в монашество, наречение и хиротония во епископа совершены были в Москве по усмотрению Преосвященного митрополита Киевского Николая, там пребывающего». 9 августа того же года в Москве Можайским епископом Димитрием (Градусовым) пострижен в монашество с именем Елевферий и 10 августа хиротонисан во епископа Ростовского. Переехал в Ростов-на-Дону через два месяца после хиротонии, с детьми Алексием и Анной и её дочерью.
В сентябре 1943 года участвовал в Архиерейском соборе, избравшем митрополита Сергия (Страгородского) в патриархи и отлучившем от Церкви священнослужителей с лишением сана за измену и переход к фашистам.
В 1945 году командирован в Харбин, где принял в юрисдикцию Московской патриархии дальневосточные русские приходы. По окончании Великой Отечественной войны награждён Советским правительством медалью «За доблестный труд в Великой Отечественной войне 1941—1945 гг.».
5 апреля 1946 года назначен Экзархом Московского патриарха в Чехословакии с титулом архиепископа Пражского и Чешского.
26 апреля того же года награждён правом ношения креста на клобуке.
Участвовал во Всеправославном совещании 1948 года, в последний день работы которого, 18 июля 1948 года, указом патриарха Алексия (Симанского) был возведён в сан митрополита.
28 апреля 1950 года возглавил в Прешове Собор представителей греко-католического духовенства и мирян, на котором было принято решение о воссоединении с Русской Православной Церковью.
Почетный член Московской духовной академии: диплом вручён 3 июля 1951 года в Москве. Принимая его, митрополит сказал, что «у него начата магистерская диссертация», и он сделает всё, чтобы «заполнить этот существенный пробел в поставленной им жизненной задаче».
После получения Чехословацкой Православной Церковью автокефалии 8 декабря 1951 года избран митрополитом Пражским и всея Чехословакии.
24 апреля 1952 года избран первым доктором богословия Православного Богословского факультета в Прешове. Награждён церковным орденом святых Кирилла и Мефодия первой степени.
С 16 июля по 25 августа 1954 года принимал участие в торжествах по случаю 600-летия Троице-Сергиевой Лавры.
В 1955 году приехал в Москву на лечение в связи с перенесённым инфарктом миокарда. 4 августа 1955 года известил патриарха Алексия о решении оставить пост главы Чехословацкой Православной Церкви, так как возвращение в Прагу, по мнению врачей, ему противопоказано. 8 августа 1955 года был назначен временно-управляющим Виленской епархией, но в Вильнюс не поехал. 7 ноября 1955 года присутствовал на правительственном приёме в Большом Кремлёвском дворце как «Блаженнейший митрополит Пражский и всея Чехословакии». 23 ноября 1955 года, после кончины митрополита Ленинградского и Новгородского Григория (Чукова), последовавшей 5 ноября, «сообщил Священному Синоду и Митрополичьему Совету Православной Церкви в Чехословакии о принятом им решении сложить с себя права и обязанности Главы Православной Церкви в Чехословакии и остаться на Родине, климат которой, привычный для него, и условия для работы могут более способствовать укреплению его здоровья».
28 ноября 1955 года переведён на Ленинградскую кафедру. Переезд с сыном Алексием (диаконом), дочерью Елизаветой и её сыном Сергием Чевягой (впоследствии протоиереем). По состоянию здоровья почти не служил (даже в день празднования 250-летия Ленинграда, 23 июля 1957 года, митрополит выходил только на молебен после литургии, которую совершал епископ Лужский Алексий (Коноплёв)).
В июле 1956 года награждён чешским Правительством Орденом Республики.
22 октября 1956 года, согласно прошению, освобождён от управления Новгородской епархией.
12 сентября 1957 года освятил главный алтарь Свято-Троицкого собора бывшего Александро-Невской Лавры, возвращённого верующим в качестве приходского храма.
Скончался 27 марта 1959 года. Был похоронен в домовой церкви Александра Невского в Духовском корпусе Александро-Невской лавры, переданном в 1949 году под резиденцию Ленинградских митрополитов. 25 августа 1961 года, после изъятия властями Духовского корпуса, его прах был перенесён в подклет (крипту) Свято-Троицкого собора Александро-Невской Лавры.